# Za'achila II
Za'achila II fue el último rey zapoteca, residente en Mitla. Gobernó desde 1422 hasta 1454. Sucedió a su tío, Za'achila I.
Al igual que su padre, se lanzó a una fallida campaña para arrebatarle Monte Albán a los mixtecos. Murió asesinado por los miembros de la nobleza zapoteca, dirigidos por su hijo, Za'achila III. 
| Predecesor: Za'achila I | Emperador de los Zapotecas 1422 - 1454 | Sucesor: Za'achila III |

- Datos: Q6170713